# Kavminvodyavia
Kavminvodyavia, kurz KMV, (russisch Кавминводыавиа, Transkription Kawminwodyawia) war eine russische Fluggesellschaft mit Sitz in Mineralnyje Wody.

## Geschichte
KMV wurde 1961 als Mineralnye Vody Aviation Group gegründet. Der erste internationale Linienflug fand 1980 statt, Ziel war Berlin. 1988 wurde die Fluggesellschaft erstmals neu strukturiert und in Mineralnye Vody Civil Aviation Enterprise umbenannt. Zum zweiten Mal umorganisiert wurde sie 1995, als sie teilweise privatisiert und ihr der heutige Name Kavminvodyavia (KMV) gegeben wurde. 1997 kaufte die Fluglinie mehrere Tupolew Tu-204. 
Am 28. September 2011 wurde bekannt gegeben, dass die Fluggesellschaft alle Flüge einstellt, da das AOC im August ausgelaufen war und KMV innerhalb der gewährten Ein-Monats-Frist nicht in der Lage war, die erforderlichen Papiere einzureichen. Im Oktober 2011 wurde die Gesellschaft, wie bereits vor der Stilllegung geplant, zugunsten der Erweiterung der Aktivitäten der Aeroflot aufgelöst.

## Flugziele
KMV bediente von ihrem Flughafen in Mineralnyje Wody aus, dessen Betreiber sie war, nationale und internationale Destinationen. Dazu gehörten vor allem Ziele im europäischen Teil Russlands, Flughäfen in den GUS-Staaten und der Türkei. International wurden zum Beispiel Amsterdam, Tel Aviv und Salzburg angeflogen.

## Flotte

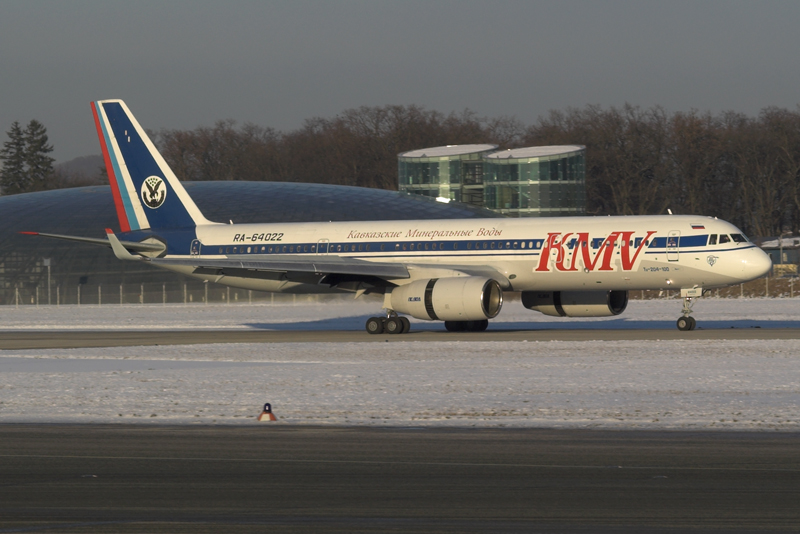
Eine Tupolew Tu-204-100 der KMV

(Stand: Mai 2011)
- 3 Tupolew Tu-154B (abgestellt)
- 9 Tupolew Tu-154M (1 abgestellt)
- 2 Tupolew Tu-204-100

Bestellungen
- 2 Tupolew Tu-204-100